# Зарудечко
Заруде́чко —село в Україні, у Збаразькій міській громаді Тернопільського району Тернопільської області. Розташоване на річці Гнізна, у центрі району. До 2020 підпорядковувалося Капустинській сільраді.

## Історія
Населення — 111 осіб (2001).
12 червня 2020 року, відповідно до Розпорядження Кабінету Міністрів України від  № 724-р «Про визначення адміністративних центрів та затвердження територій територіальних громад Тернопільської області», село увійшло до складу Збаразької міської громади.
19 липня 2020 року, в результаті адміністративно-територіальної реформи та ліквідації Збаразького району, село увійшло до складу новоутвореного Тернопільського району.

## Релігія
- церква Введення в храм Пресвятої Богородиці (1902)

## Галерея

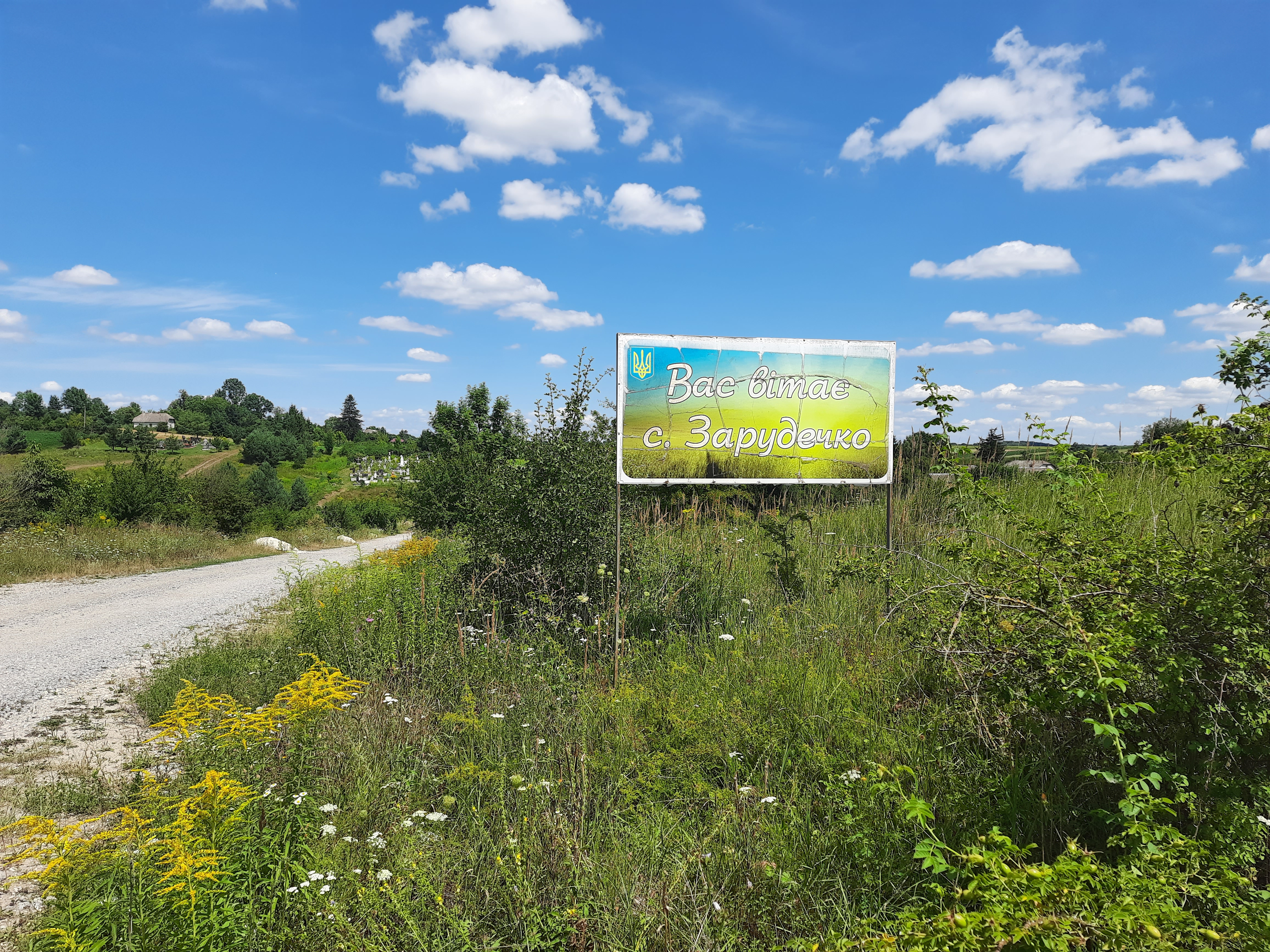
Знак при в'їзді в село
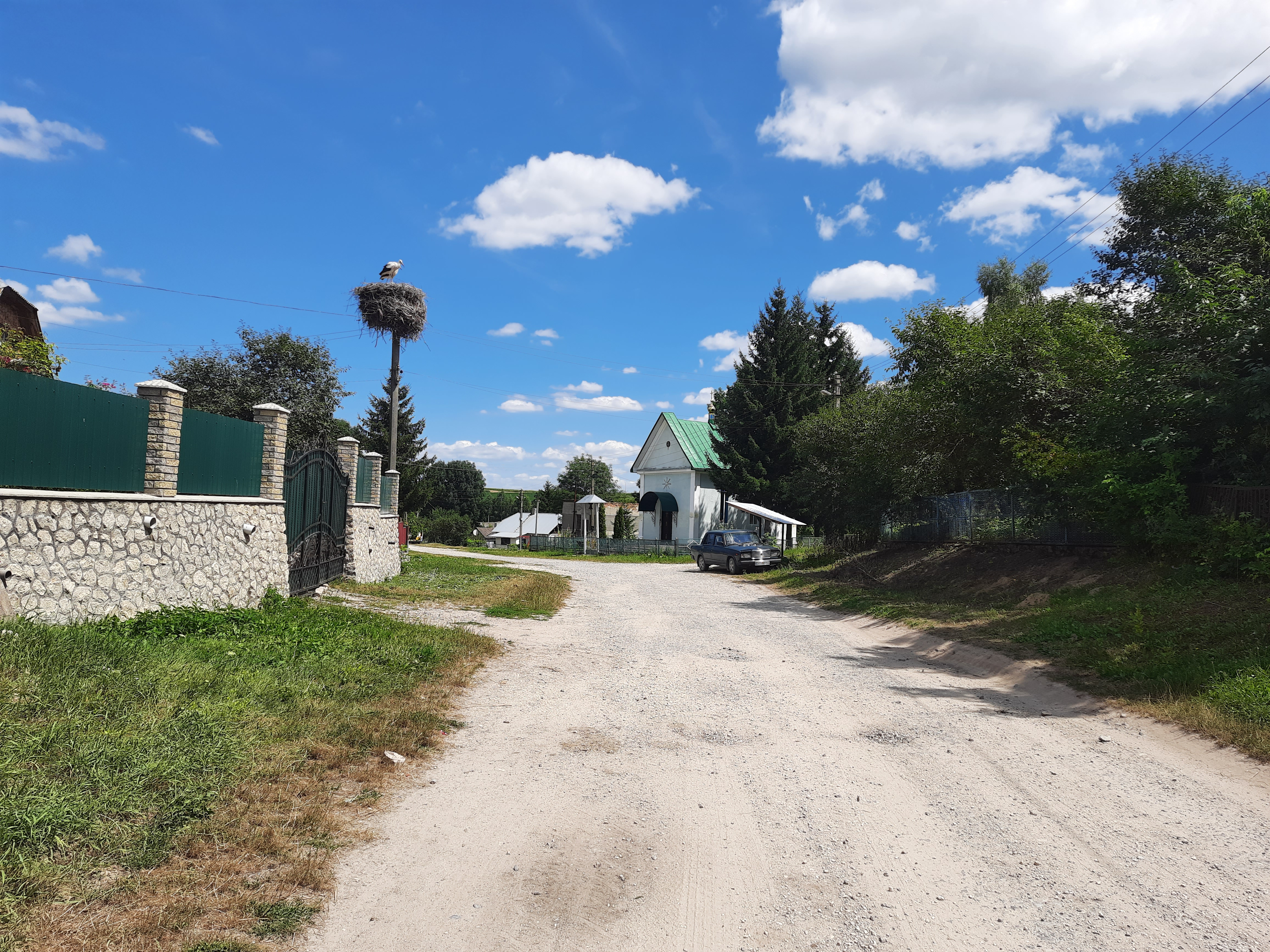
Сільська вулиця
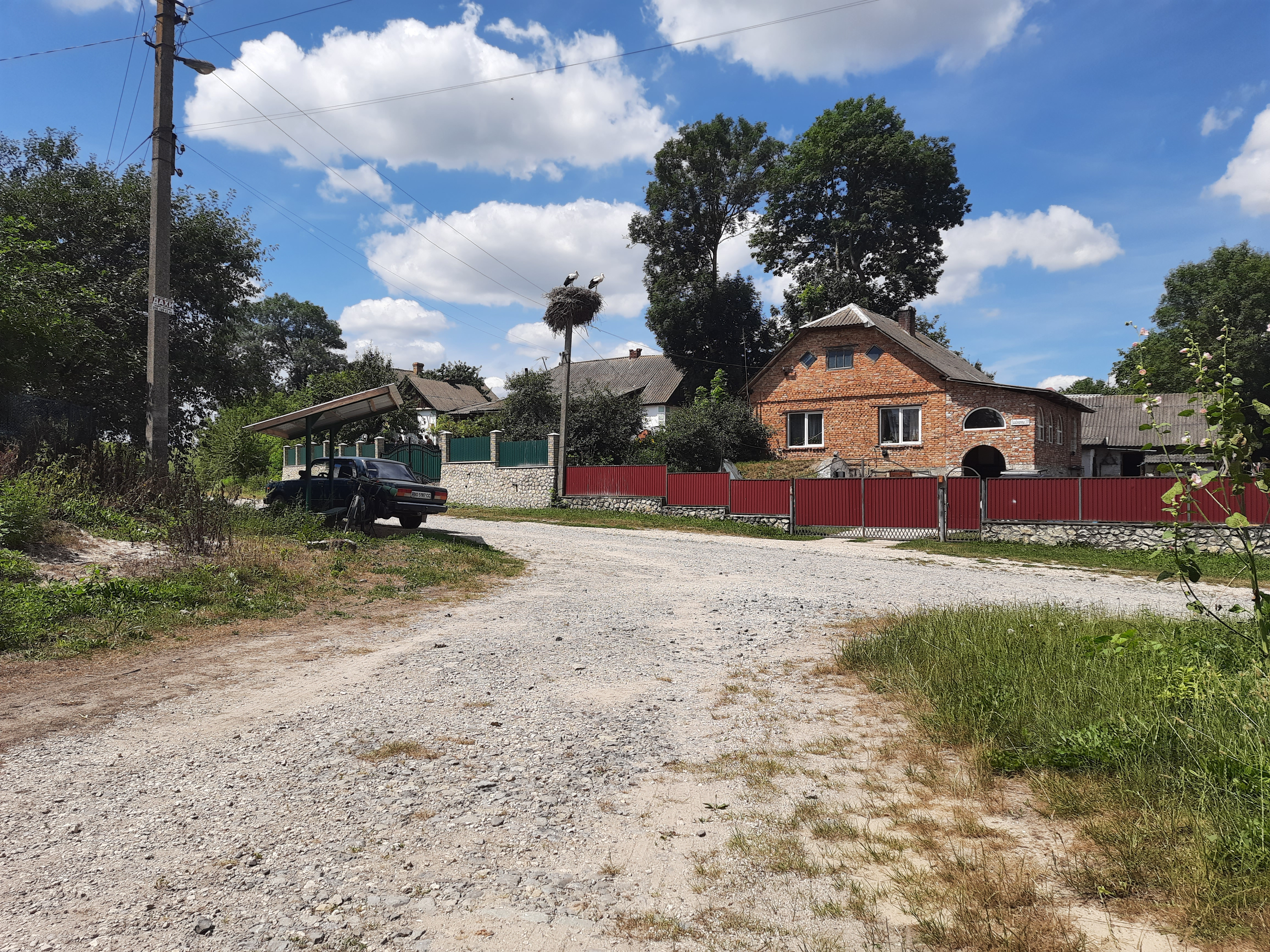
Сільський пейзаж
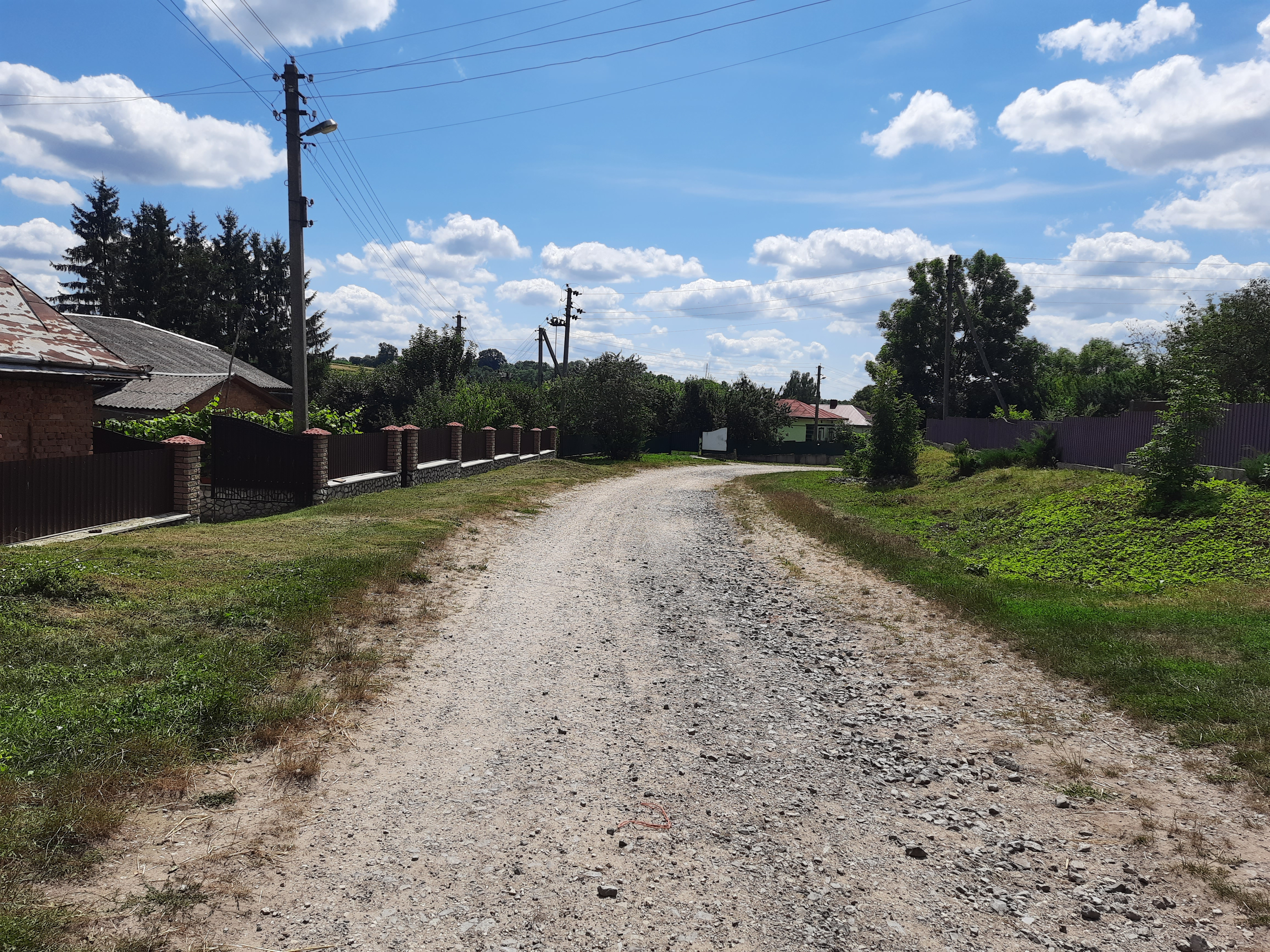
Околиця села
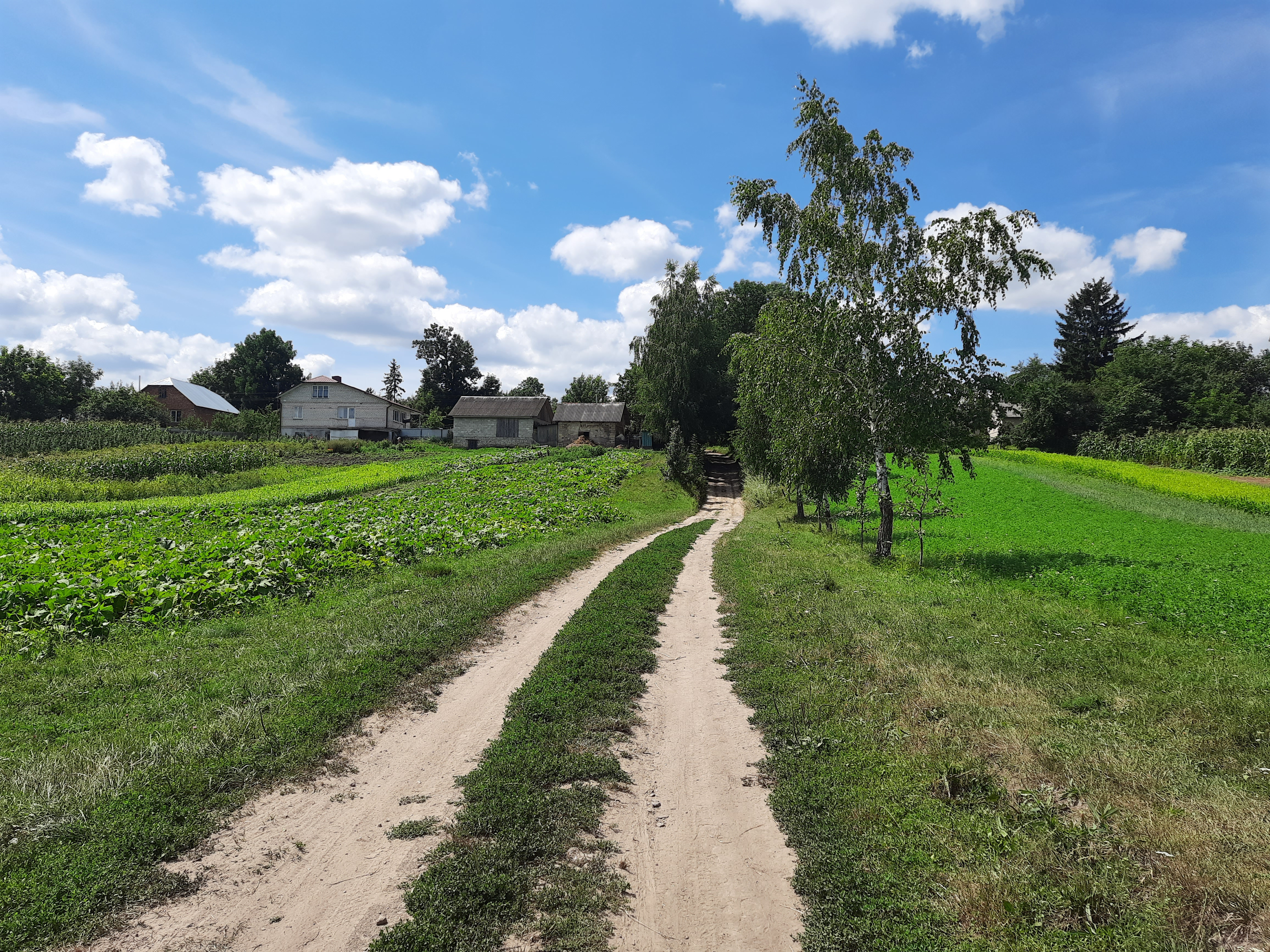
Сільський краєвид